# Język soga
Język soga (lusoga) – język z rodziny bantu, używany w Demokratycznej Republice Konga i Ugandzie, w 1972 roku liczba mówiących wynosiła ok. 780 tysięcy. Według spisu ludności z 2002 roku liczba osób posługujących się nim jako językiem ojczystym sięgnęła 3 milionów.